# بولياين

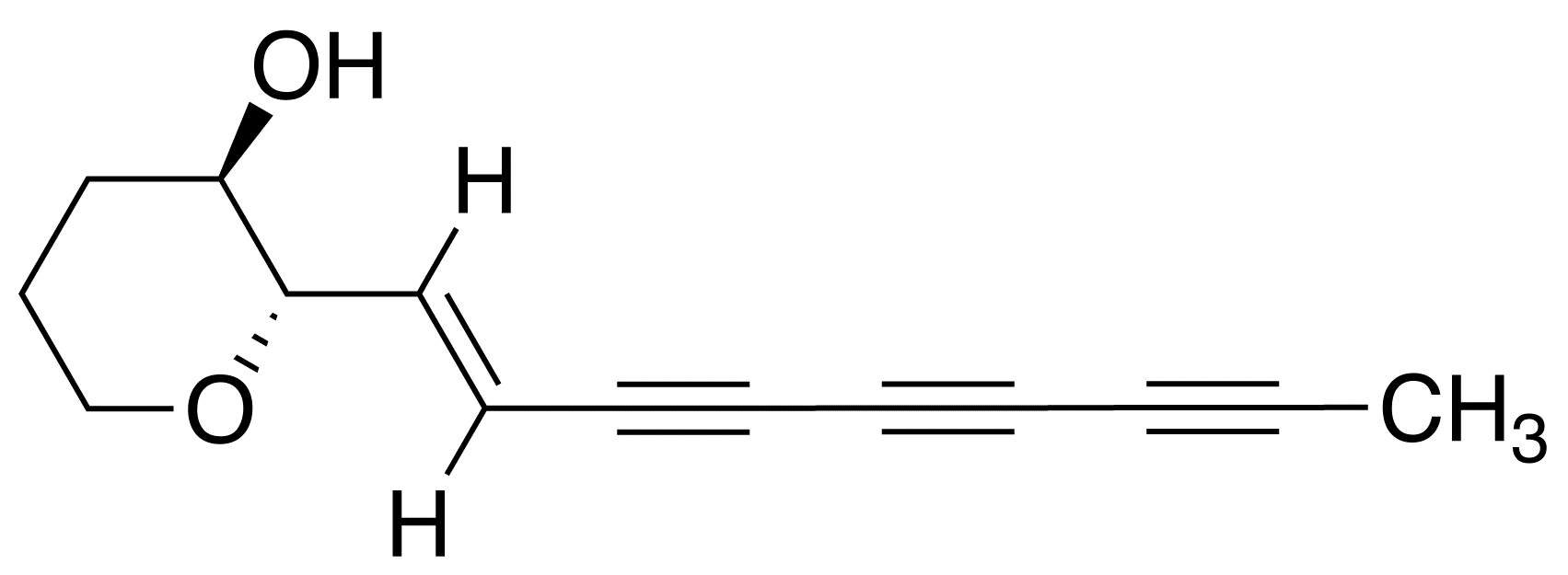
الإكثيوثيرول هو بولياين يوجد في النباتات من جنس الإكثيوثير، وهو شديد السمية بالنسبة للأسماك والثدييات

البولياين (بالإنجليزية: Polyyne)‏ في الكيمياء هو أي مركب عضوي له روابط مفردة وثلاثية متناوبة؛ أي أنه سلسلة من الألكاينات المتتالية (−C≡C−)n حيث n أكبر من 1. تسمى هذه المركبات أيضًا بمركبات البولي أسيتيلين، خاصة في المنتجات الطبيعية وأدبيات البيئة الكيميائية على الرغم من أن هذه التسمية تشير بشكل أفضل إلى بوليمرات الأسيتيلين المكونة من روابط مفردة ومزدوجة متناوبة. أيضًا يشار إليها أحيانًا باسم أوليغوينات (oligoynes)، أو كربينويدات (carbinoids) التي تم تسميتها تيمنًا بـ«الكرباين» (−C≡C−)∞ الذي يعدّ تآصلًا افتراضيًا للكربون الذي سيكون العضو النهائي في السلسلة. وجدت تقارير منذ ستينيات القرن العشرين ادعت تركيب مثل هذه المواد، ولكن هذه التقارير كانت موضع خلاف؛ حيث كان البعض يعتبرها سلالة صغيرة من الكرباين في العديد من محاولات التخليق العضوي، حتى تقبل المختصون بعد ذلك باسم البولياينات.
يعد ثنائي الأسيتيلين أو البوتاداياين الذي يحمل الصيغة H−C≡C−C≡C−H أبسط مواد البولياين. يتميز البولياين بالإضافة إلى الكومولين عن السلاسل العضوية الأخرى بصلابتهما وموصليتهما العالية، وعليه فكلاهما واعدتان في مواد تقنية النانو الجزيئية بالمستقبل. تم اكتشاف البولياينات في السحب الجزيئية بين النجوم حيث يندر وجود الهيدروجين هناك.

## التركيب
تم الإبلاغ عن أول تركيب للبولياين في عام 1869 بواسطة كارل أندرياس غلاسر الذي لاحظ أن فينيل أسيتيليد النحاس (CuC2C6H5) يخضع لتثاني  مؤكسد في وجود الهواء لإنتاج ثنائي فينيل بوتاداياين (C6H5C4C6H5).
كان الاهتمام بهذه المركبات هو ما حفز الباحثين بالبحث في طرق تحضيرها من خلال الاصطناع العضوي. عادة ما يتم استخدام تفاعلات ازدواج الأسيتيلين المتجانسة كأداة تركيبية رئيسية (مثل ازدواج غلاسر أو سجلات تفاعلي إيجلينتون وهاي المرتبطة بها). علاوة على ذلك، تشتمل العديد من هذه الإجراءات على ازدواج كاديوت-تشودكيفيتش أو تفاعلات مماثلة لتوحيد كتلتين منفصلتين من الألكين أو عن طريق ألكلة وحدة بولياين مشكلة مسبقًا. بالإضافة إلى ذلك، تم استخدام إعادة ترتيب فريتش-بوتنبرغ-فيتشل كخطوة حاسمة أثناء تخليق أطول بولياين معروف (C44). تم التخلص من سيلانات الكلوروفينيل كخطوة أخيرة من أجل تركيب أطول بولياينات معروفة تغطى نهايتها بمجموعة فينيل.

### البولياينات العضوية والسيليكون عضوية

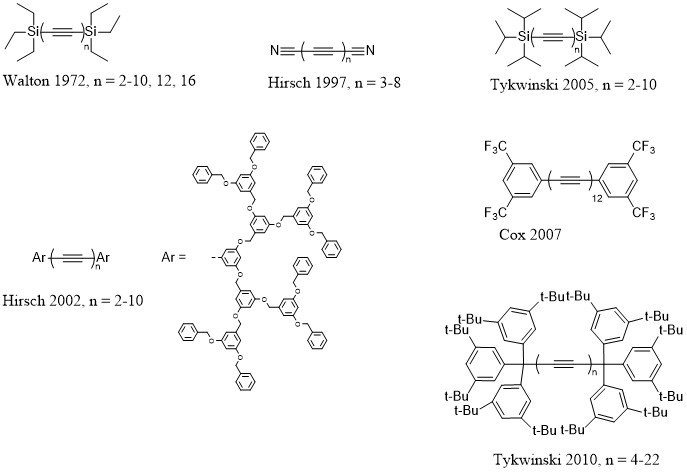
البوليانات العضوية والسيليكون عضوية

تم تصنيع بولياينات تحمل الصيغة H(−C≡C−)nH حيث n تبلغ حتى 4 أو 5 خلال خمسينيات القرن العشرين باستخدام طرق مختلفة. في حوالي عام 1971، طور كل من ت. ر. جونسون ود. ر. م. والتون استخدام الأغطية الطرفية للصيغة SiR3- (Si يمثل السيليكون، والرمز R كان يُمثَّل على أنه مجموعة إيثيل غالبًا) لحماية سلسلة البولياين أثناء تفاعل مضاعفة السلسلة باستخدام محفز هاي (المعقد التناسقي أحادي النحاس-رباعي ميثيل الإيثيلين ثنائي الأمين (TMEDA)).
تمكنوا باستخدام هذه التقنية من الحصول على بولياينات مثل Et3Si−(C≡C)n−SiEt3؛ حيث Et مجموعة إيثيل، وn يبلغ حتى 8 في الحالة نقية، وحتى 16 في المحلول. في وقت لاحق، كان تيكوينسكي وزملاؤه قادرين على الحصول على بولياينات تحمل الصيغة iPr3Si−(C≡C)n−SiiPr3 (حيث iPr جزء الآيزوبروبيل) بطول سلسلة يصل إلى C20.
في عام 2002، تم عزل وتمييز مركب بولياين يحتوي على 10 وحدات أسيتيلين (20 ذرة)، مع نهايات مغطاة بتشعبات البولي إيثر العطرية من نوع فريشيه (نسبة للعالم الكيميائي جان فريشيه)، علاوة على ذلك، تم الإبلاغ عن تركيب ثنائي السيانوبولياين مع ما يصل إلى 8 وحدات من الأسيتيلين. أبلغ كوكس وزملاؤه في عام 2007 عن أطول بولياينات مغطاة بطرف فينيل. واعتبارًا من عام 2010، احتوى البولياين الذي يحتوي على أطول سلسلة معزولة حتى الآن على 22 وحدة أسيتيلين (44 ذرة)، تغطى نهايتها مجموعات تريس(3،5-ثنائي-1،1-بوتيل فينيل)ميثيل.
يمكن الكشف عن الألكاينات ذات الصيغة وn من 2 إلى 6 في نواتج التحلل للمادة المؤكسدة جزئيًا والتي هي أسيتيليد النحاس الأحادي (مشتق الأسيتيلين معروف منذ 1856 أو قبل ذلك) بواسطة حمض الهيدروكلوريك. البقايا «الكربونية» التي يتركها التحلل لها أيضًا بصمة طيفية لسلاسل (−C≡C−)n.

### المركبات العضوية الفلزية

أمثلة لبولياينات عضوية فلزية معروفة.

تتميز البولياينات العضوية الفلزية المغطاة بمجمعات معدنية بشكل جيد. اعتبارًا من منتصف العقد 2010 شمل البحث الأكثر كثافة معقدات الرينيوم (ReCnRe, n = 6–20)، والروثينيوم (RuRuCnRuRu, n = 8–20)، والحديد (FeC12CFe)، والبلاتين (PtCnPt, n = 16–28)، والبالاديوم (ArCnPd, n = 6–10)، والكوبالت (Co3CnCo3, n = 14–26).

## الاستقرار
يقال إن السلاسل الطويلة للبولياين غير مستقرة بطبيعتها لأنها يمكن أن تتشابك مع بعضها البعض بطريقة طاردة للحرارة؛ مما يؤدي إلى انفجارات قد تشكل خطرًا حقيقيًا، ولكن من الممكن أن تكون مستقرة إلى حد ما (حتى ضد الرطوبة والأكسجين) إذا تم استبدال ذرات الهيدروجين النهائية بمجموعة نهاية خاملة بشكل مناسب، مثل ثالثي بيوتيل أو ثلاثي فلورو ميثيل. كما تعمل المجموعات الطرفية الضخمة (التي يمكن أن تبقي السلاسل منفصلة) بشكل جيد في تثبيت البولياينات على وجه الخصوص، ولكن بالرغم من وجود تقرير في عام 1995 عن تحضير سلاسل كرباين بأكثر من 300 ذرة كربون باستخدام هذه التقنية، إلا أنه قد تم الطعن في هذا التقرير من خلال الادعاء بأن الجزيئات المكتشفة كانت عبارة عن هياكل شبيهة بالفوليرين وليست بولياينات طويلة.
تم أيضًا تثبيت سلاسل البولياينات للتسخين عن طريق الترسيب المشترك مع الجسيمات النانوية الفضية، وعن طريق التعقيد مع حمض لويس ثلاثي الرؤوس المحتوي على الزئبق لتكوين طبقات متقاربة. كما ثبت أن سلاسل البولياين الطويلة المغلفة بأنابيب نانوية كربونية مزدوجة الحوائط مستقرة. على الرغم من الاستقرار المنخفض إلى حد ما للبولياين الأطول، إلا أن هناك بعض الأمثلة على استخدامها كطليعات اصطناعية في الاصطناع العضوي والاصطناع العضوي الفلزي.

## البنية
غالبًا ما يكون البولياينات التي تحمل الصيغة R−(−C≡C−)n−R (n حوالي 8 أو أكثر) لها سلسلة رئيسية منحنية أو حلزونية في الحالة الصلبة البلورية؛ يفترض أن ذلك يرجع إلى تأثيرات التعبئة البلورية. على سبيل المثال، عندما يكون الغطاء R عبارة عن ثلاثي إيزوبروبيل سيليل الإيثر و n تساوي 8، فإن تصوير البلورات بالأشعة السينية للمادة (مادة صلبة برتقالية/صفراء متبلورة) تظهر بأن السلسلة الرئيسية تكون منحنية بحوالي 25 إلى 30 درجة في قوس عريض؛ حيث يكون كل زاوية من C−C≡C في السلسلة منحرفة بمقدار 3.1 درجة عن الخط المستقيم. توفر هذه الهندسة تغليفًا أكثر كثافة مع غطاء ضخم لجزيء مجاور متداخل في الجانب المقعر من السلسلة الرئيسية، وبذلك يتم تقليل المسافة بين السلاسل الرئيسية للجزيئات المجاورة إلى حوالي 0.35 إلى 0.5 نانومتر بالقرب من النطاق الذي يتوقع فيه الباحث ارتباطًا متقاطعًا تلقائيًّا. يجدر الذكر أن مثل هذه المركبات تكون مستقرة تمامًا وإلى أجل غير مسمى عند درجة حرارة منخفضة، ولكنه يتحلل قبل أن يصبح منصهرًا. في المقابل فإن الجزيئات المتماثلة مع n = 4 أو n = 5 لها سلاسل رئيسية مستقيمة تقريبًا، وتبقى على الأقل 0.5 إلى 0.7 نانومتر متباعدة، وتنصهر دون أن تتحلل.

## الوجود في الطبيعة

### في المخلوقات الحية
تقوم مجموعة كبيرة من الكائنات الحية بتركيب وتصنيع البولياينات؛ حيث أن هذه المواد الكيميائية لها أنشطة حيوية مختلفة، بما في ذلك المنكهات والصبغات والمواد الكيميائية الطاردة للسموم، كما أن لها تطبيقات محتملة في البحوث الطبية الحيوية والمستحضرات الصيدلانية. في النباتات، يتواجد البولياين بشكل رئيسي في الجريسانيات، خاصة في فصائل دوار الشمس والجزر والجينسنج والجريسية، ويمكن العثور عليها أيضًا في بعض أفراد فصائل الطماطم والأولاكس وخشب الصندل. كان أول بولياين يتم عزله عام 1826 يدعى «ديهيدرو ماتريكاريا إستر (DME)»، ومع ذلك لم يتم توصيفه بشكل كامل حتى وقت لاحق.

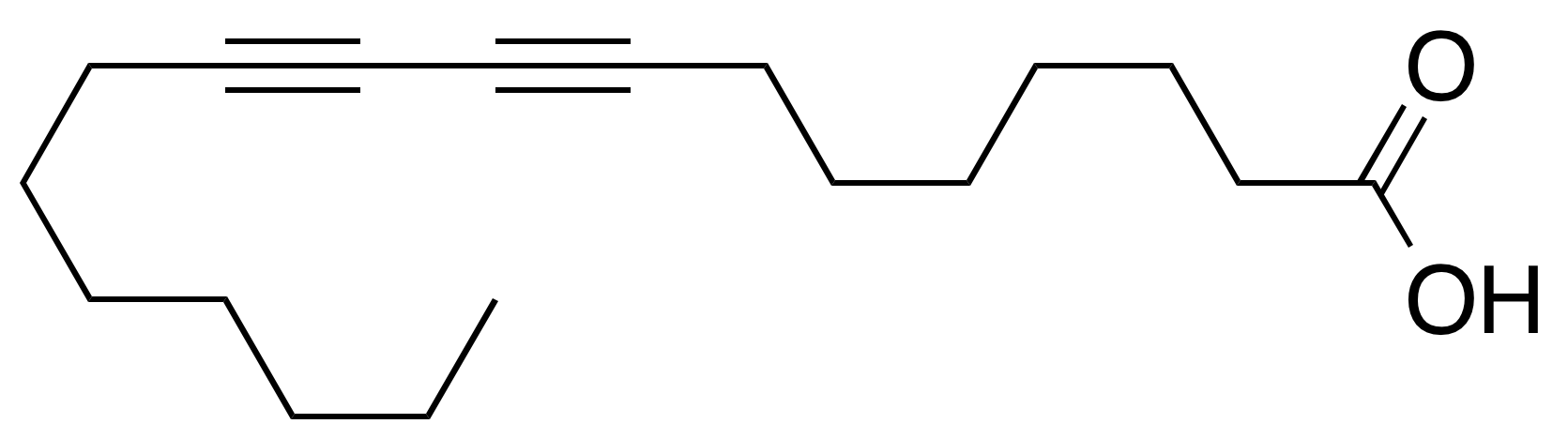
حمض 10،8-أوكتاديكادينويك

يتم عزل الحمض الدهني البسيط 8,10-أوكتاديكادينويك من لحاء بقل بقل يدعى الباراماكرولوبيوم الزرقاء Paramacrolobium caeruleum من عائلة البقماوات، وقد تم فحصها كوحدة بلمرة ضوئية في الدهون الفسفورية الاصطناعية.

الثياروبرين B

تعد مادة الثياروبرين بي الأكثر انتشارًا بين العديد من الصبغات الحيوية الحساسة للضوء ذات الصلة، والتي تم عزلها من الدمسيسة ثلاثية الأقسام (Ambrosia trifida)، وهو نبات يستخدم في طب الأعشاب. تحتوي الثياروبرينات على مضاد حيوي، ومبيد للديدان الاسطوانية، كما أنه مضاد للفيرسات ومنها فيروس العوز المناعي البشري 1 (المسبب لمعظم حالات الإيدز) عن طريق التعرض للضوء.

الفالكارينديول

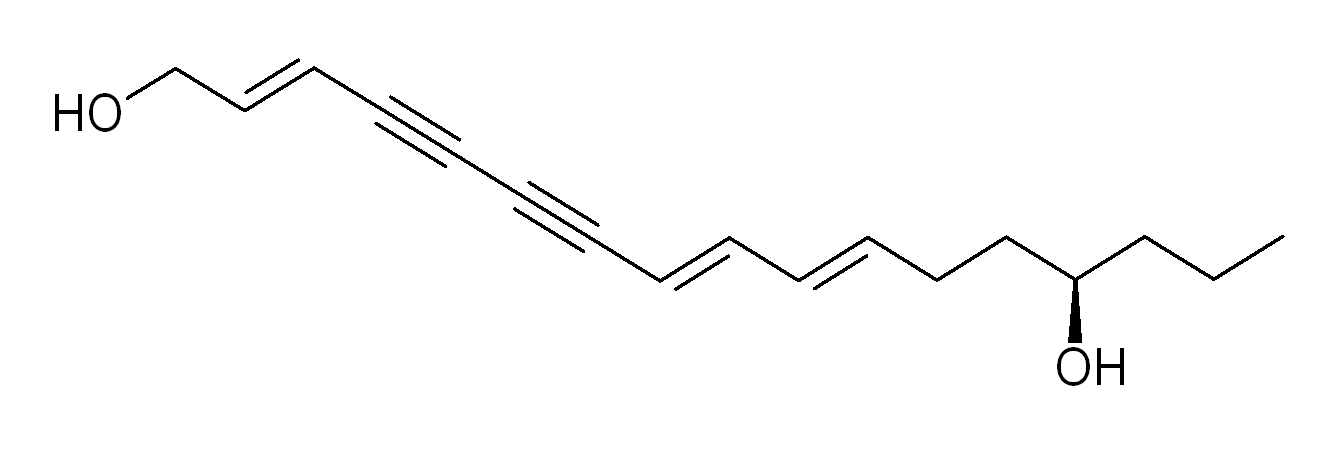
سم الرازيانة

سم الشوكران

يمكن العثور على البولياينات مثل الفالكارينديول في الخضراوات المنتمية للفصيلة الخيمية، والتي تشمل الجزر والكرفس والشمّر والبقدونس والجزر الأبيض حيث تظهر أنشطة سامة للخلايا. تم وصف البوليينات الأليفاتية C17 من نوع الفالكارينول بأنها تعمل كمعدلات أيضية، كما دُرست كمغذيات محتملة لتعزيز الصحة. يعد الفالكارينديول المركب الرئيسي المسؤول عن الطعم المر بعض الأحيان في الجزر، كما أنه الأكثر نشاطًا بين العديد من أنواع البولياينات ذات النشاط المضاد للسرطان الموجود في شجيرة نادي العفريت (Oplopanax horridus). هناك مركبات أخرى من البولياينات موجودة في النباتات؛ حيث تشمل هذه المركبات سم الرازيانة الموجود في نبتة الرازيانة (.Oenanthe spp)، وسم الشوكران الموجود في نبتة الشوكران (.Cicuta spp).

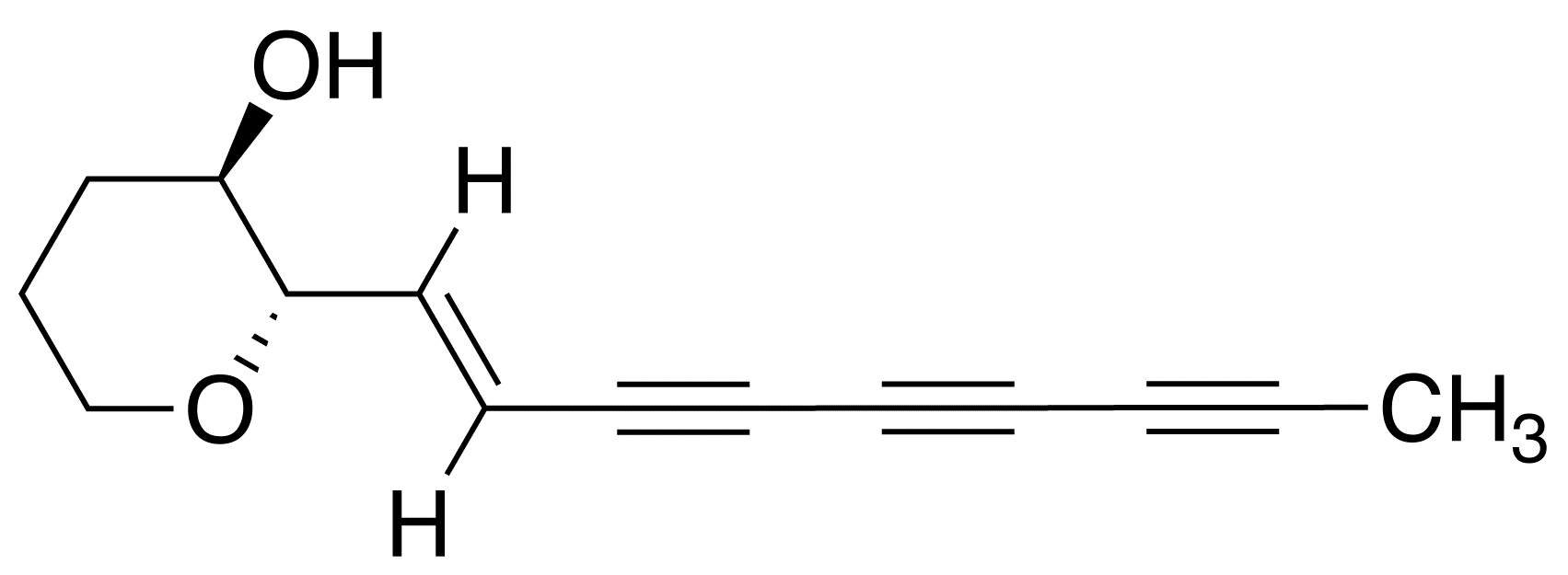
الإكثيوثيرول

وهناك جنس من النباتات يدعى الإكثيوثير يكون مركبًا بولياينًا يسمى الإكثيوثيرول، وهذا المركب شديد السمية للأسماك والثدييات. تم استخدام أوراق نبات الإكثيوثير الانتهائي (Ichthyothere terminalis) بشكل تقليدي لصنع طُعم مسموم من قبل الشعوب الأصلية في حوض الأمازون السفلي.

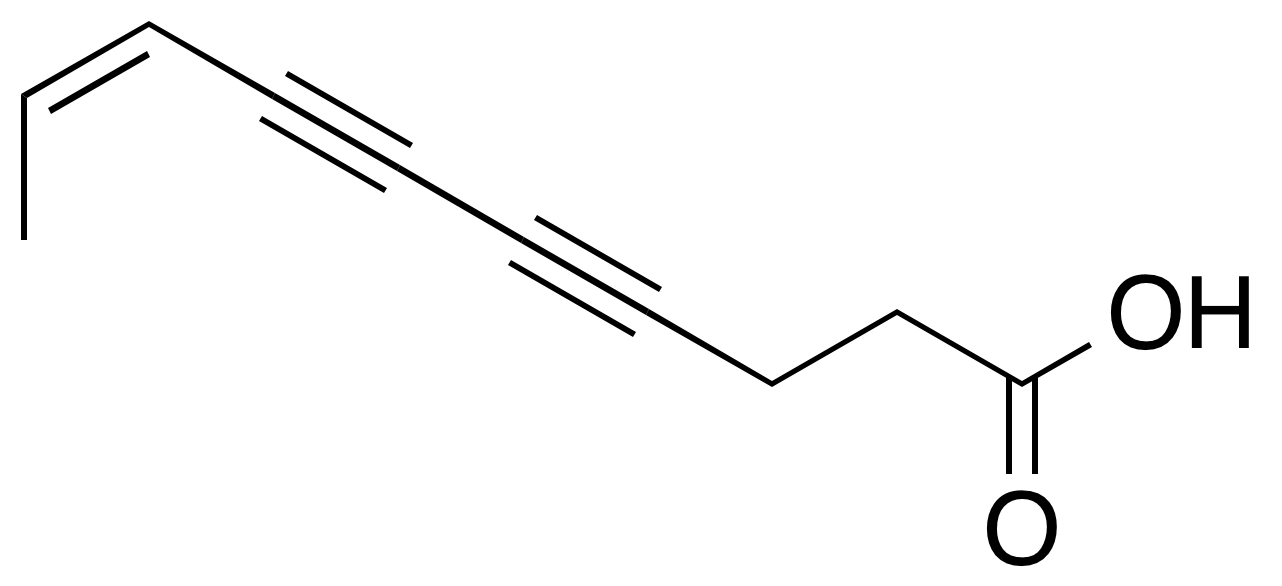
Z-حمض ثنائي هيدروماتريكاريا

كما يعد حمض ثنائي الهيدروماتريكاريا من البولياينات أيضًا؛ حيث تنتجه الخنافس الجندية وتفرزه كوسيلة دفاع كيميائي.

### في الفضاء الخارجي
تم الكشف عن جذور هيكسترينيل وجذور أوكتاترينيل مع أيوناتها في الفضاء؛ حيث يكون الهيدروجين نادرًا. علاوة على ذلك، كانت هناك ادعاءات بأنه تم العثور على البوليين في مواقع الاصطدام الفلكي على الأرض كجزء من معدن الكربون الأبيض، ولكن تم الطعن في هذا التفسير. (انظر: كيمياء فلكية).

## ملاحظة
1. ↑  "التثاني" أو "الديمرة" (dimerization) في الكيمياء يعد من تفاعلات الإضافة؛ حيث يتفاعل فيه جزيئين من نفس المركب مع بعضهما البعض لإعطاء ناتج ما (أي A + A → A2).

## وصلات خارجية
- فيديو تكوين البولياين عن طريق إعادة تنظيم البنية الهيكلية - قناة IBM للأبحاث (بالإنجليزية)